# Taking Tiger Mountain (By Strategy)
Taking Tiger Mountain (By Strategy) je druhé sólové studiové album Briana Eno, vydané pouze pod jménem Eno. Album vyšlo v listopadu 1974 u značky Island Records. Autorem obalu alba je Peter Schmidt.

## Seznam skladeb
| Strana 1 (LP) | Strana 1 (LP)                          | Strana 1 (LP) |
| Pořadí        | Název                                  | Délka         |
| ------------- | -------------------------------------- | ------------- |
| 1.            | Burning Airlines Give You So Much More | 3:18          |
| 2.            | Back in Judy's Jungle                  | 5:16          |
| 3.            | The Fat Lady of Limbourg               | 5:03          |
| 4.            | Mother Whale Eyeless                   | 5:45          |
| 5.            | The Great Pretender                    | 5:11          |

| Strana 2 (LP) | Strana 2 (LP)          | Strana 2 (LP) |
| Pořadí        | Název                  | Délka         |
| ------------- | ---------------------- | ------------- |
| 1.            | Third Uncle            | 4:48          |
| 2.            | Put a Straw Under Baby | 3:25          |
| 3.            | The True Wheel         | 5:11          |
| 4.            | China My China         | 4:44          |
| 5.            | Taking Tiger Mountain  | 5:32          |

## Obsazení
- Brian Eno – zpěv, klávesy, elektronické efekty, kytara, Oblique Strategies
- Phil Manzanera – kytara
- Brian Turrington – baskytara
- Freddie Smith – bicí
- Robert Wyatt – perkuse, vokály v pozadí
- Portsmouth Sinfonia – smyčce
- Randi and the Pyramids – sbor
- The Simplistics – sbor
- Andy Mackay – žestě
- Phil Collins – bicí
- Polly Eltes – zpěv
- Peter Schmidt – Oblique Strategies